# Лата (покрівля)

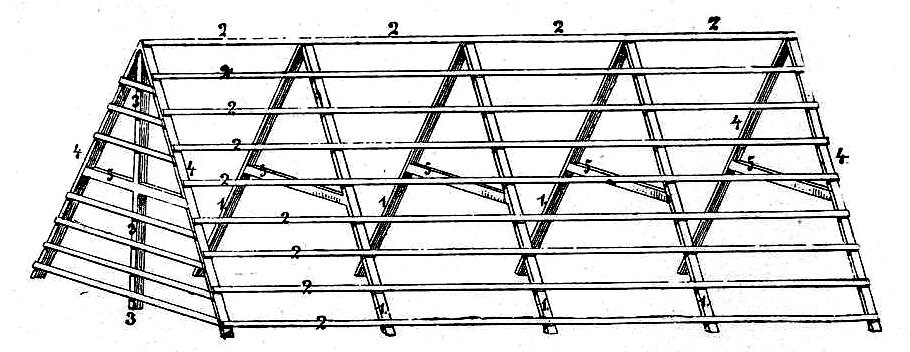
Дахові лати (позначені цифрою 2)

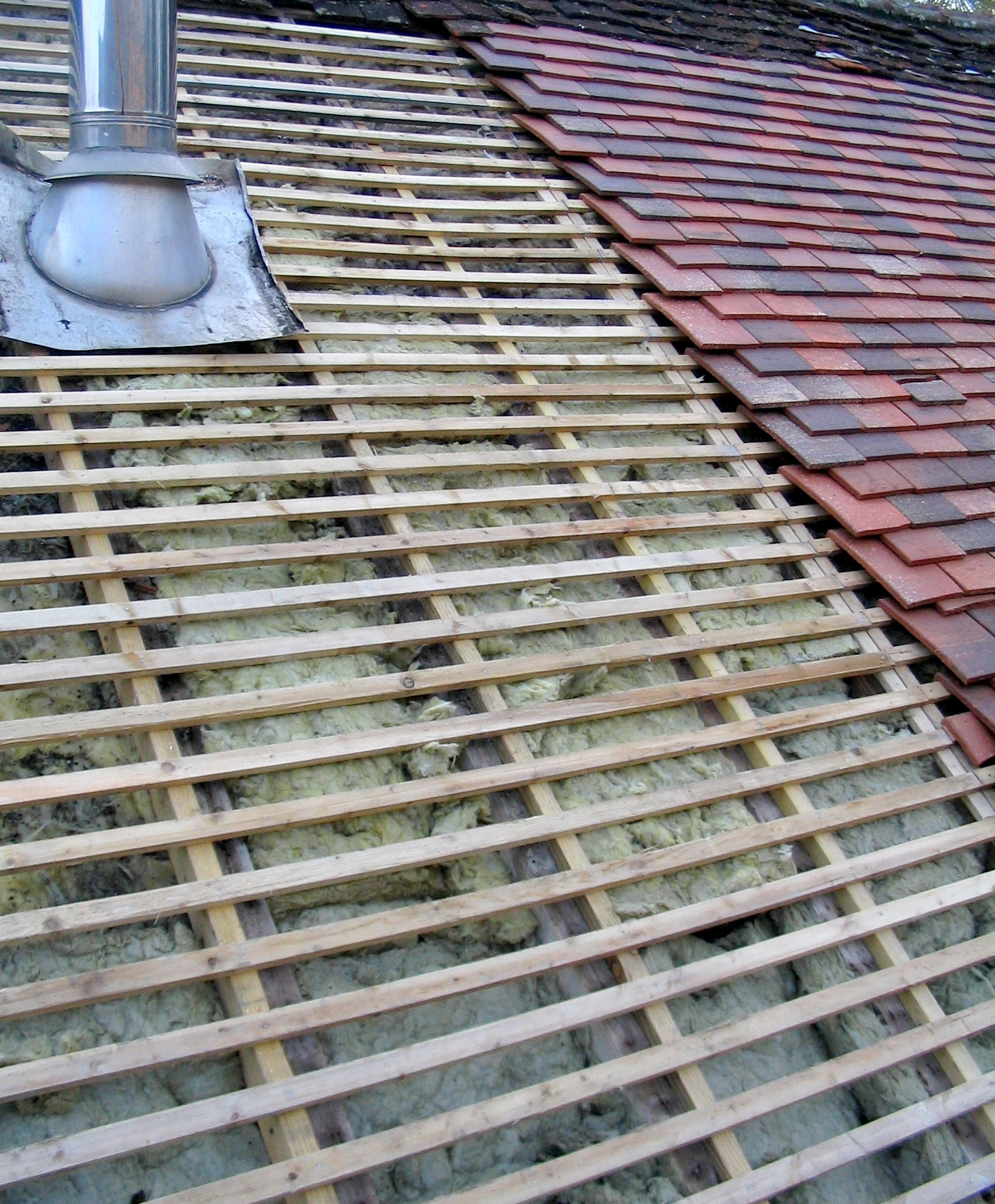
Дах з латами під черепицю

Ла́та (від нім. Latte — «дошка», «планка») — елемент покрівельної обрешітки, довга жердина або дошка, яку кладуть упоперек кроков.
Роботи з кріплення лат називаються латуванням, цвяхи для цих робіт традиційно звали латовцями або латниками.
Дошки чи планки, які встановлюють перпендикулярно латам, називають контрлатами.
Для криття даху соломою чи очеретом лати кріплять до кроков на відстані приблизно 40 см одна від одної (при традиційному способі лати прив'язували). При способі влаштовування стріхи «внатруску» для кращого зчеплення соломи з обрешіткою на латах кріпили тибелі — дерев'яні кілочки 25 см завдовжки, або робили лати зі сучкуватих жердин.
В оздобленні північноросійських рублених хат колись використовувалися так звані причолини (рос. причелины), якими прикривали на щипцях торці лат. Зазвичай їх прикрашали різьбленням, а місце, де вони сходилися, закривали короткою вертикальною дошкою — полотенцем.